# Тед-Јан Блумен
Тед-Јан Блумен (Леидердорп, 16. август 1986) је канадски брзи клизач холандског порекла. 
Блумен је по рођењу Холанђанин. Пошто није успео да уђе у холански тим за Олимпијске игре у Сочи, од сезоне 2014/15. почео је да се такмичи за Канаду.
Тренутно је светски рекорд на 10.000 м (12:36.30) и 5.000 м (6:01.86), оба постављена у Солт Лејк Ситију. На Зимским олимпијским играма 2018. у Пјонгчангу освојио је златну медаљу на 10000м са новим олимпијским рекордом и сребрну на 5000м, што је прва медаља за Канаду на овој дистанци још од 1932. године. На Светским првенствима сребро је освојио 2016. на 10000м и у екипној потери, и бронзу 2015. у екипној потери.